# پی‌یر ماری
پی‌یر ماری (فرانسوی: Pierre Marie‎؛ ‏ ۹ سپتامبر ۱۸۵۳–۱۳ آوریل ۱۹۴۰) عصب‌شناس اهل فرانسه بود.
او پس از فارغ‌التحصیلی از دانشکدهٔ پزشکی به‌عنوان دستیار ژان-مارتن شارکو در بیمارستان پیتی-سالپتری‌یر مشغول به کار شد و دکترای خود را در سال ۱۸۸۳ میلادی با نگاشتن رساله‌ای در زمینهٔ بیماری گریوز دریافت داشت. وی در سال ۱۹۰۷ رئیس دپارتمان آسیب‌شناسی تشریحی و در سال ۱۹۱۷ رئیس دپارتمان عصب‌شناسی شد و تا سال ۱۹۲۵ در آن سِـمَـت ماند.
پی‌یر ماری را امروزه به سبب توصیف یکی از اختلالات غدهٔ هیپوفیز موسوم به بیماری آکرومگالی می‌شناسند. همچنین او را نخستین کسی می‌دانند که «اسپوندیلوز ریشه‌ای» (Rhizomelic spondylosis) را شرح داد.
در پزشکی، نام برخی بیماری‌ها و نشانه‌های عصبی به افتخار او نام‌گذاری شده‌اند.
وی همچنین برندهٔ جوایزی همچون لژیون دونور شده‌است.